# The Survivors
The Survivors är en roman av Simon Raven, utgiven 1976. Romanen var den tionde och sista att publiceras i den svit som bär namnet Alms for Oblivion och är även den tionde i själva kronologin (1945 - 73) då den utspelar sig i Venedig 1973. 

## Handling
Berättelsen tar sin början i Venedig under hösten 1973. Kapten Detterling, Fielding Gray och makarna Stern deltar i PEN-klubbens möte. På plats är även Tom Llewyllyn med dottern Baby. Strax efter konferensen meddelas sällskapet att den levnadsglade handelsministern, Lord Canteloupe, hittats död vid sitt skrivbord. Då lordens son och övriga syskon (omnämnda i Sound The Retreat) är döda blir kapten Detterling, såsom närmaste manlige släkting, den nye Lord Canteloupe. Peter Morrison utnämns till ny handelsminister. Tom Llewyllyn förklarar för sällskapet att han väntar på att Daniel Mond men talar inte om för de övriga att Mond är döende och tänkt tillbringa sin sista tid i Venedig. Man träffar även på Max de Freville och Stratis Lykiadopolous, som är i färd med att öppna casino i staden. Med sig har de en ung sicilianare vid namn Piero som den Lykiadopolous plockat upp. 
Kumpanerna bor i Palazzo Albani, vilket de hyr av en frånvarande aristokratfamilj. Detterling ordnar så Tom och Daniel får bo i tornet i palatset vilket besparar dem en del kostnader. Man har även en middag där man diskuterar vissa tavlor av familjen, inklusive en främmande ung man på ett av porträtten. Kapten Detterling för sedan Baby hem till England och de kommer på god fot med varandra. Detterling hjälper även Baby, i samråd med hennes moster Isobel, att finna en lämplig skola. Isobel och Gregory berättar även för Detterling om hur Babys mamma, Patricia, hamnat på sinnessjukhus. Piero, som blivit vän med Daniel, gör utflykter med denne, bl.a. till franciscanerklostret på ön San Francisco del Deserto. Vid klostret känner Daniel igen en av munkarna, vilken visar sig vara Hugh Balliston (från Places Where They Sing. Denne har djupt ångrat sina handlingar 1967 och har därför blivit munk. Samtidigt har Lyki och Max bekymmer med rika araber som frestar på ekonomin i deras casino. Piero hittar ett gammalt manuskript från slutet av 1700-talet vilket diskuterar ätten Albanis historia. Fielding Gray har fått reda på att den mystiske mannen på tavlan är en engelsman vid namn Humbert FitzAvon. 
Efter att ha funnit ännu ett manuskript inser Gray att denne man, som lynchats av bönder 1797, är son till den förste lord Canteloupe. Han hade korrumperat familjen Albani och även gift sig med en bondflicka som han gjort med barn innan han lynchades. Gray inser även att om manliga ättlingar till denne FitzAvon ännu lever så är det egentligen någon av dessa som borde vara den rättmätige Lord Canteloupe. Tillsammans med Tom och Piero ger sig Fielding iväg till den trakt där FitzAvon ligger begravd och träffar även Jude Holbrook som slagit sig ned i trakten med sin gamla mor. Man finner slutligen en livs levande ättling, en efterbliven liten pojke vid namn Paolo Filavoni. Ingen av de inblandade vill förstöra för Detterling men Piero nämner det hela för Lyki. Fielding använder dock berättelsen till en roman. Daniel, som förstrött sig med att undersöka en viss utrustning som man sett använda i Lykis casino, dör och Piero ber Hugh om att låta Daniel begravas på San Francisco del Deserto. 
En storslagen begravning avslutar så berättelsen. Samtliga ovannämnda personer deltar (Fielding Gray och Leonard Percival betraktar dock det hela från en bro) men även många gamla vänner och fiender till Mond såsom Roger Constable, akademikerna Helmut och Blakeney, soldaterna Chead och Bunce, journalisten Scroeder samt Monds nemesis Earle Restarick. Under själva akten försöker Lyki pressa Detterling på pengar angående hans titel men denne svarar med att avslöja att Lyki fuskat på sitt casino, vilket Daniel Mond insett då han undersökte utrustningen man hittat. Både Lyki och Detterling lovar därmed hålla tyst om vad de vet. Begravningen upplöses och samtliga deltagare inleder små samtal. Endast Piero, som ska bli munk, ser ett svart moln segla in över viken där samtliga befinner sig.